# Å (Ibestad)
Å es una localidad de Ibestad en Troms, Noruega. Está a 26 km de Harstad, en el suroeste de la isla de Andørja, en el estrecho de Bygda, que está entre los fiordos de Vågsfjorden y Astafjorden. Tiene, en conjunto con Laupstad y Ånstad, 205 habitantes.
Se ubica a 4 km de Sørvika, en donde el túnel de Ibestad conecta Andørja con Rolla (locación de Hamnvik). Recibe su nombre por el río Å-elva, que fluye por las montañas de Snøtinden, Ristindend y Åtinden. Todas superan los 1000 m de altura. 

## Etimología
La primera referencia es del año 1375 ("Aam"). El nombre era el plural de á, que significa "arroyo". Sólo tiene un río, el plural proviene de una granja dividida del mismo nombre.